# Crécy-Couvé
 Crécy-Couvé  là một xã thuộc tỉnh Eure-et-Loir trong vùng Centre-Val de Loire ở bắc trung bộ nước Pháp. Xã này nằm ở khu vực có độ cao từ 107-166 mét trên mực nước biển.